# Bjelomorsko-baltički kanal
Bjelomorsko-baltički kanal (rus. Беломо́рско-балти́йский кана́л) je morski kanal koji povezuje Bijelo i Baltičko more. Dugačak je 227 kilometara što ga čini najvećim morskim kanalom na svijetu.

## Kanal
Danas kanal služi samo za lak prijevoz i po njemu dnevno prođe između 10 i 40 brodova. Kanal ide od Bjelomorska (na Bijelom moru) preko jezera Vigozero do Oneškog jezera. Odatle se nastavlja rijekom Svir do jezera Ladoga, a potom rijekom Nevom do Baltičkog mora. Završava se kod grada Sankt Peterburga.

## Povijest
Kanal je osnovan 2. kolovoza 1933. godine. Gradio se godinu dana i devet mjeseci. Staljin je naredio da se kanal izgradi brzo (za 24 mjeseca) i što jeftinije, tako da je umjesto željeza korišteno drvo, a umjesto običnih radnika zatvorenici na kaznenom radu. Dužina kanala je iznosila 227 km od čega je 37 km izgrađeno na stjenovitoj podlozi. Za vrijeme njegove izgradnje poginulo je oko 200.000 zatvorenika. Izgradnja ovog kanala predstavljena je kao prvi uspjeh Pjatiletke (пятилетка), plan petogodišnje izgradnje zemlje. U stvarnosti kanal nije bio toliko dobar koliko je hvaljen. Na njegovoj izgradnji radilo je i po 107.000 zatvorenika. Njegova dubina iznosila je samo 3,5 metra što je onemogućavalo prijevoz većih trgovačkih, kao i vojnih brodova iz Baltičkog u Bijelo more i preko njega dalje do Tihog oceana u slučaju nužde.
Za vrijeme Drugog svjetskog rata kanal je kao strateški važan objekt pretrpio razaranja. Poslije završetka rata uništeni dijelovi su popravljeni i kanal je ponovno postao plovan u srpnju 1946. godine.
Kanalu je dodato i ime Staljina 6. prosinca 1961. godine.

## Zanimljivosti
- Po kanalu je dobila ime jedna marka ruskih cigareta - Беломорканал.
- Pored kanala se nalazi spomenik posvećen ubijenom zatvoreniku.
- Postoji komedija o kanalu koju je napisao Nikolaj Pogodin.